# شون كونينغهام (لاعب كرة سلة)
شون كونينغهام (20 ديسمبر 1986 في الولايات المتحدة - ) (بالإنجليزية: Sean Cunningham)‏ هو لاعب كرة سلة أمريكي في مركز هجوم خلفي. لعب مع دونار ‏.

## وصلات خارجية
- شون كونينغهام على موقع الاتحاد الدولي لكرة السلة (الإنجليزية)
- شون كونينغهام على موقع كرة السلة الأوروبية.كوم (الإنجليزية)
- شون كونينغهام على موقع كلية كرة السلة في سبورتس رفرنس.كوم (الإنجليزية)
- شون كونينغهام على موقع ريلجم (الإنجليزية)
- شون كونينغهام على موقع بروبوليرز (الإنجليزية)